# Гагарин, Михаил Семёнович Турок
Князь Михаил Семёнович Гагарин по прозвищу «Турок» (умер 1646/1647) — дворянин московский и воевода во времена правления Михаила Фёдоровича.
Из княжеского рода Гагарины. Единственный сын князя Семёна Фёдоровича Гагарина, племянник воеводы князя Афанасия Фёдоровича Гагарина.

## Биография
Впервые упоминается в 1594-1597 годах, когда за ним вместе с матерью и сестрой княжной Ириной показано поместье село Сенницы в Рязанском уезде. Вторая сестра Агриппина-Мария Семёновна родилась вероятно позже.
В 1613 году князь Михаил Семёнович Гагарин был жильцом и попал в список лиц, которые не явились на службу, чтобы идти в Москву с царём Михаилом Фёдоровичем. По царскому указу все жильцы, не явившиеся на службу, были лишены поместий и вотчин, но не известно был ли указ произведён в действие.
В 1616 году — стряпчий с платьем. В 1618 году — рында в белом платье на отпуске кызылбашких послов. В октябре 1618 г. - воевода в Калуге.
В 1624 — 1626 годах находился на воеводстве в Рыльске.
В 1627 — 1628 годах — второй воевода в Сургуте. В 1628/30 годах пожалован вотчиной деревней Холм в Белосельском стане Пошехонского уезда.
В 1633 — 1634 годах князь Михаил Семёнович Гагарин служил воеводой в Коломне.
Весной 1636 года во время похода царя Михаила Фёдоровича в село Покровское князь М. С. Гагарин был оставлен в столице, где «дневал и ночевал» на царском дворе вместе с князем Иваном Андреевичем Голицыным.
В 1639 — 1640 годах находился на воеводстве в Шацке.
В 1643 — 1646 годах был вторым воеводой в Тобольске. 15 января 1646 года «по государеву указу» первый тобольский воевода князь Григорий Семёнович Куракин выехал из Тобольска в Москву, «не дожидаясь перемены, по зимнему пути». А его товарищ князь Михаил Семёнович Гагарин-Турок был оставлен в Тобольске, где дожидался приезда новых воевод, назначенных царём.
В боярских книгах 1626 — 1640 годов князь Михаил Семёнович Гагарин-Турок значился в дворянах московских.
Скончался в 1646/1647 (7155) году, о чём была сделана запись в Боярской книге.

## Семья
От брака с неизвестной имел детей;
- Князь Гагарин Матвей Михайлович — известен по родословным, бездетный.
- Князь Гагарин Василий Михайлович — стольник и воевода, бездетный.